# Bukovany
Bukovany – miejscowość i gmina (obec) w Czechach, w kraju ołomunieckim, w powiecie Ołomuniec. W 2023 roku liczyła 795 mieszkańców.